# Damià Díaz
Damià Díaz (Alicante, 7 luglio 1966) è un artista spagnolo.

## Biografia
Laureato in Belle Arti presso l'Università politecnica di Valencia e l'École Nationale Supérieure des Arts Visuels de La Cambre, aBruxelles, ha iniziato la sua carriera artistica nel 1986. Nel 2002 ha tenuto la sua prima mostra internazionale di pittura e scultura, Temps i Pensament, a Saint Louis de l'Hôpital Salpêtrière, Paris.  Questa mostra fu poi trasferita al Museo dell'Universidad de Alicante (MUA).
Ha continuato il suo processo di ricerca di nuovi materiali e tecnologie, collegandoli al patrimonio classico e barocco. Nel 2004 ha esposto Recinte D'Idei  a La Capilla de la Sapiencia, Università di Valenzia.
Nel 2005, l'anno del quarto centenario della prima edizione del Don Chisciotte della Mancia, la sua mostra  La Cabeza Parlante/Imagen del Caballero prima edizione del Quijote, la sua esposizione La Testa Parlante/Immagine del Cavaliere, fu esposta nel Claustro de la Nau e successivamente trasferita al Instituto Cervantes di Nuova York.
Nel 2006 ha esposto nella città di Lahr/Schwarzwald, Germania con la galleria Klaus Kramer e nel 2010 ha partecipato al progetto A-Factorij ad Amsterdam.Una delle sue sculture con profili di ferro, dipinte con mezzi misti, è attualmente installata nell'accesso pubblico del complesso edilizio A-Factorij e il resto delle opere di quel progetto espositivo fanno parte della Collezione Contempera, Amsterdam.  Sia il progetto A-Factorij che le opere che hanno partecipato sono menzionate nel libro, The Skin of Silence, The Work of Damià Díaz in the Contempera Collection, pubblicato nel 2019 dal collezionista.
Nel 2012 ha esposto Lo spazio tra le parole alla Casa-Museo di Erasmo da Róterdam a Bruxelles e successivamente questa mostra si è trasferita nel 2013 a La Parking Gallery, Alicante.
Nel 2016 dopo un soggiorno a Madrid ha iniziato a lavorare con la realtà virtuale e mista incorporando queste tecniche alla sua tavolozza artistica. Lo stesso anno ha fatto una mostra/azione artistica con la realtà virtuale nello spazio ormai sparito Urg3l. La natura stessa della tecnica utilizzata, in cui i confini tra opera, mostra e documentazione sono ancora sfumati, la rende ancora visitabile in Tormenta di Silenzio  con un'immersione totale nonostante la scomparsa dello spazio fisico in cui è stata concepita.
Nel 2017 la Collezione Martínez-LLoret include tre delle sue opere nella mostra Alta Fidelidad, Università Miguel Hernández di Elche.
Nel 2019 è selezionato come artista nella Bienal Mostra Espanha in Portogallo ed è il primo artista contemporaneo spagnolo a esporre al Museo Palazzo Nazionale di Ajuda, Lisbona, con Il Cammino dello Sguardo e il secondo a dialogare con il patrimonio storico e artistico del Palazzo, dopo la mostra di Joana Vasconcelos (scultrice) nel 2013.  Nelle parole di Lucía Ybarra di YGBART, curatrice della mostra insieme a Rosina Gómez Baeza, "Un gruppo di opere viaggia attraverso le stanze dell'antica residenza neoclassica utilizzata dalla famiglia reale portoghese durante il XIX secolo, ora convertita in un museo storico. Un dialogo tra due mondi, uno sguardo al passato, dalla visione di un artista che osserva costantemente la relazione tra l'essere umano e tutto ciò che lo circonda. Uno sguardo che cerca risposte al mondo circostante. Una selezione di sculture in resina dipinta, stampa digitale su ceramica e opere in realtà aumentata che permettono all'artista di intervenire in spazi unici e trasformare ambienti dove lo spettatore può interagire con l'opera.
Con le nuove tecnologie l'artista esplora possibilità che permettono allo spettatore di guardare con maggiore libertà e fare nuove esperienze. Tutto questo, insieme a una serie di piccole sculture, disegni e schizzi, mostra i processi creativi e l'evoluzione del lavoro di Damià. Il suo lavoro riflette un interesse per l'essere umano, per indagare ed esplorare il mondo in cui vive, in costante ricerca di imparare e ottenere nuove conoscenze, nuovi valori per difendersi dall'isolamento presente nella società di oggi".